# Bảo tàng quốc gia Chuncheon
Bảo tàng quốc gia Chuncheon là bảo tàng quốc gia ở Chuncheon, Hàn Quốc. Nó được mở vào 30 tháng 10 năm 2002.

## Liên kết
- Trang chủ chính thức bảo tàng quốc gia Chuncheon[liên kết hỏng]